# Tolle Marietta
Tolle Marietta (OT: Naughty Marietta) ist die Verfilmung der gleichnamigen Operette von Rida Johnson Young und Victor Herbert unter der Regie von W. S. Van Dyke. Der Film etablierte die beiden Hauptdarsteller Jeanette MacDonald und Nelson Eddy als Leinwandpaar, das bis 1942 noch sieben weitere Filme, vorzugsweise Operetten, gemeinsam drehte. 

## Handlung
Frankreich im 18. Jahrhundert. Die Prinzessin Marie de Namours de la Bonfain, eine Waise, die bei ihrem Onkel Prinz de la Bonfain lebt, verweigert die von König Louis XV geplante Hochzeit mit dem spanischen Edelmann Don Carlos de Braganza. Als sie hört, dass ihre Freundin Marietta Franini nach Louisiana übersiedeln wird, entschließt sie sich zur Flucht aus Frankreich.
Marietta ist zu arm, um weiter in Paris leben zu können. Sie will in die französische Kolonie, um dort ihren Freund Giovanni zu heiraten. Marie bietet Marietta Geld, um ihren Platz an Bord des Schiffes übernehmen und so unentdeckt fliehen zu können. Marietta nimmt das Geld an, und Marie kann als Marietta einschiffen. Kurz danach wird bekannt gemacht, dass Marie als Flüchtling gilt. Es sind 550 Goldstücke für Informationen über ihren Aufenthaltsort ausgesetzt.
Auf dem Schiff findet sich Marie unter vielen Frauen wieder, die per königlichem Vertrag nach Louisiana geschickt wurden, um dort ledige Siedler zu heiraten. Sie erzählt Julie, einer der Frauen, dass sie das nicht machen werde. Bei einem Piratenüberfall gerät das Schiff außer Kontrolle und strandet an der Küste der Kolonie. Die Frauen können von Bord gehen, doch schon bald entbrennt ein heftiger Kampf zwischen den Piraten und eintreffenden Yankee-Soldaten. Die Piraten werden besiegt, der Kommandant der Soldaten, Richard Warrington, verliebt sich in Marie. Die Frauen werden nach New Orleans gebracht. Der Gouverneur und viele heiratswillige Siedler begrüßen sie freudig. Marie versucht durch eine Lüge der Heirat mit einem Siedler zu entgehen, sie lässt verlauten, sie sei eine unmoralische Frau. Dadurch muss sie nun in einer Marionetten-Show arbeiten. Warrington findet sie dort. Er erfährt von der flüchtigen Prinzessin und erkennt, dass Marie die Person ist. Er plant, sie zu verstecken.
Marie jedoch wird erkannt und inhaftiert. Julie besucht sie und bringt ihr die Neuigkeiten, dass Richard verbannt wurde. Außerdem sei ihr Onkel auf dem Weg, um sie zu Don Carlos zu bringen. Maries Onkel kommt an und rät ihr, sich mit Don Carlos zu versöhnen. Sie solle ihm sagen, dass ihre Flucht aus einer Laune heraus geschehen sei. Indessen sucht Julie Richard auf. Sie erklärt ihm, dass der Gouverneur ihn bestrafen werde, wenn Marie den Befehlen des Königs nicht Folge leiste. 
Kurz vor ihrer Abreise besuchen Marie und ihr Onkel einen Abschiedsball, den der Gouverneur ausrichtet. Richard taucht dort unerwartet auf und bringt Marie dazu, mit ihm in die Wildnis zu flüchten, um dort ein ungestörtes neues Leben mit ihm zu beginnen.

## Hintergrund
Jeanette MacDonald war 1933 von Louis B. Mayer persönlich für MGM unter Vertrag genommen. Die Schauspielerin war seit 1929 bei Paramount Pictures  zu einer beliebten Darstellerin leichter, mitunter frivoler Komödien geworden und hatte mehrfach unter der Regie von Ernst Lubitsch an der Seite von Maurice Chevalier gespielt. MGM förderte jedoch eher ihr Gesangstalent und so drehte MacDonald als ersten Film unter ihrem neuen Vertrag das Musical The Cat and the Fiddle. 
MGM hatte seit Juli 1933 den Gedanken, MacDonald mit dem Bariton Nelson Eddy gemeinsam auf die Leinwand zu bringen. Als erstes Projekt eine musikalische Fassung von Der Gefangene von Zenda angedacht und, als sich die Pläne zerschlugen, die Operette I Married an Angel. Ende 1934 einigten sich die Beteiligten schließlich auf die Verfilmung der bekannten Operette Naughty Marietta von Victor Herbert, die seit ihrer Uraufführung 1910 zu einem Klassiker auf den amerikanischen Bühnen geworden war. Besonders die Lieder Ah, Sweet Mystery of Life und Italian Love Song wurden sehr populär. 
Das Genre der Filmoperette war bereits zu Stummfilmzeiten populär und erlebe einen ersten Höhepunkt zu Beginn der Tonfilmära. Doch ein Überangebot an Singspielen führten zu einem raschen Erlahmen des Publikumsinteresses. Erst 1934 stellten sowohl Ernst Lubitsch mit seiner Verfilmung von Die lustige Witwe als auch Das leuchtende Ziel mit Grace Moore wieder unter Beweis, dass die Zuschauer durchaus auch eher klassische Musik im Film akzeptierten. 
Erste Pläne zur Verfilmung von Naughty Marietta mit Marion Davies in der Hauptrolle gab es bei MGM schon 1930, doch kam das Projekt nicht über einige Drehbuchentwürfe hinaus. Auch der zweite Anlauf verlief nicht ohne Probleme. Lous B. Mayer wollte zunächst den Sänger Allan Jones als Partner von MacDonald, der jedoch bereits an dem Come-Backfilm der Marx Brothers, Skandal in der Oper, mitwirkte. Am Ende fiel die Wahl auf Nelson Eddy, der einige Monate zuvor in dem Joan-Crawford-Film Ich tanze nur für Dich sein Leinwanddebüt gegeben hatte. Der ursprünglich vorgesehene Regisseur Robert Z. Leonard gab unmittelbar nach Drehbeginn die Verantwortung ab, und der Auftrag ging an W. S. Van Dyke. Das Drehbuch musste mehrfach umgeschrieben werden. Auch wurden etliche der ursprünglichen Lieder entweder komplett herausgenommen oder mit anderen Texten versehen. 
Beibehalten wurden jedoch die bekanntesten Lieder des Stücks: Ah, Sweet Mystery of Life, I'm Falling in Love with Someone, Italian Street Song sowie Tramp Tramp Tramp und Neath the Southern Moon.

## Kinoauswertung
Mit Produktionskosten von 782.000 US-Dollar lag Tolle Marietta im oberen Bereich für einen MGM-Film, wenn auch die späteren Filme der beiden Stars teilweise über 2.000.000 US-Dollar kosten sollten. In den USA spielte der Film mit 1.058.000 US-Dollar einen guten, wenn auch keinen Spitzenwert ein. Mit Auslandseinnahmen von 999.000 US-Dollar und einem kumulierten Ergebnis von insgesamt 2.057.000 US-Dollar war Tolle Marietta mit einem Gewinn von 446.000 US-Dollar eine der erfolgreicheren Produktionen des Jahres für MGM. 
Der Film wurde ein großer finanzieller Erfolg, der aus Jeanette MacDonald und Nelson Eddy ein Leinwandpaar machte, die noch sieben weitere Filme gemeinsam drehen sollten.

## Kritiken
Der Film bekam durchweg gute Kritiken. So bezeichnete ihn Ed Sullivan in der New York Daily News als „fantastisch. MacDonald-Eddy sind das Sensationspaar der Filmindustrie.“ Richard Watts jr. vom New York Herald-Tribune machte Nelson Eddys „brillanten Bariton“ für den Erfolg des Filmes verantwortlich. Laut Andre Sennwald von der New York Times schuf W. S. Van Dyke einen „fröhlich-romantischen und  melodischen Film, der seine Komponisten begeistert“.
Nur das Time Magazine konnte dem Film nichts abgewinnen. Der Film sei „lächerlicher Abfall, der für die Belange des romantischen Kinos gut passt“.

## Auszeichnungen
Oscarverleihung 1936
- Oscar in der Kategorie Bester Ton an Douglas Shearer
- Nominierung in der Kategorie Bester Film

Weitere Auszeichnungen
- 1935: Medal of Honor der Photoplay Awards für Hunt Stromberg
- 2003: Aufnahme ins National Film Registry des National Film Preservation Board